# Penepodium junonium
Penepodium junonium är en biart som först beskrevs av Carlos Schrottky 1903.  Penepodium junonium ingår i släktet Penepodium och familjen grävsteklar. Inga underarter finns listade i Catalogue of Life.